# 松平栄次郎
松平 栄次郎（まつひら えいじろう、嘉永2年（1849年） - 慶応3年6月20日（1867年7月21日））は江戸時代後期の武士（水戸藩士）、幕末の尊皇志士。靖国神社の祭神。仮名は栄次郎。諱は信義または貞忠とも。家系・生家は亘利氏、後に水戸藩士・松平氏に養子入りする。

## 生涯
書院番組頭・亘利信順の長男として生まれる。慶応3年（1867年）6月20日、武蔵国忍藩で獄死する。享年19。維新後、靖国神社に祀られる。